# Tommy Conway
Tommy Daniel John Conway (* 6. August 2002 in Taunton, England) ist ein englisch-schottischer Fußballspieler.

## Karriere

### Verein
In der Jugend von Bristol City durchlief Conway ab 2009 alle U-Mannschaften. Von Dezember 2019 bis Mai 2020 wurde er an den Yate Town FC verliehen. Von Oktober 2020 bis Februar 2021 folgte in der U21 eine Leihe zu Bath City, wo er in der National League South einige Einsätze bekam. Seit der Spielzeit 2021/22 ist er im Kader der ersten Mannschaft von Bristol, wobei er bereits am 5. April 2021 sein Championship-Debüt bei einer 1:3-Niederlage gegen Coventry City gab. Hierbei wurde er in der 65. Minute für Famara Diédhiou eingewechselt.

### Nationalmannschaft
Im November 2022 debütierte Conway für die schottische U21-Mannschaft und nahm als Mannschaftskapitän später auch an weiteren Freundschaftsspielen teil, zudem kam er in einem EM-Qualifikationsspiel zum Einsatz. Am 6. Juni 2024 wurde er für den schottischen Kader der A-Nationalmannschaft bei der Europameisterschaft 2024 nominiert. Einen Tag später kam er bei einem 2:2-Freundschaftsspiel gegen Finnland zu seinem Debüt, als er in der 63. Minute für Lawrence Shankland eingewechselt wurde.